# Ласийчук, Евгений Викторович
Евге́ний Ви́кторович Ласийчу́к (укр. Євген Вікторович Ласійчук) — украинский военнослужащий, полковник, участник российско-украинской войны. Герой Украины (2024).

## Биография
С 2023 года Евгений Ласийчук возглавляет 25-ю отдельную воздушно-десантную Сичеславскую бригаду. Он принимал участие в АТО и ООС на востоке Украины. После начала полномасштабного вторжения России в Украину 24 февраля 2022 года продолжил выполнять боевые задачи на различных участках фронта.
Под его командованием бригада достигла значительных успехов в Харьковской и Донецкой областях. В марте 2024 года под руководством Ласийчука был сорван масштабный наступательный план российских войск, в котором участвовали 36 танков и 12 боевых машин пехоты. За время обороны на Покровском направлении военнослужащие 25-й бригады уничтожили около тысячи российских солдат, более полутора тысяч были ранены, а также были ликвидированы 43 танка, 81 БМП, 4 БТР, 1 реактивная система залпового огня и 17 беспилотников.

## Награды
- Звание «Герой Украины» с удостоением ордена «Золотая Звезда» (23 августа 2024) — за личное мужество и героизм, проявленные в защите государственного суверенитета и территориальной целостности Украины, верность военной присяге[1].
- Орден Богдана Хмельницкого II степени (2022) — за личное мужество и высокий профессионализм, проявленные в защите государственного суверенитета и территориальной целостности Украины, верность военной присяге.
- Орден Богдана Хмельницкого III степени (2015) — за личное мужество и высокий профессионализм, проявленные в защите государственного суверенитета и территориальной целостности Украины, верность военной присяге.